# Ulysse de Marsillac
Ulysse de Marsillac (Montpellier, 1821-Bucarest, 1877) fue un profesor, publicista y periodista francés instalado en Rumanía.

## Biografía
Nacido en Montpellier en 1821, después de haber sido profesor durante algún tiempo en varias escuelas secundarias de París, Iordache Slătineanu lo llevó a Bucarest en 1852 o 1854.
Casi toda la generación de 1854 a 1877 que recibió su educación en Bucarest aprendió francés de Ulysse de Marsillac. Impartió cursos en los principales institutos privados de Bucarest, luego en la escuela militar, en Sfântul Sava y en la Universidad de Bucarest. Su carrera como docente en Bucarest fue de veintitrés años ininterrumpidos. Como periodista fundó Le Moniteur roumain (1859), La Voix de la Roumanie (1860) y Le journal de Bucarest (1870). Falleció en noviembre de 1877 en Bucarest.
Entre sus sus publicaciones pueden citarse Leçons de literature (1859), De Pest à Bucarest (1869), Histoire de l'Armee roumaine (1871), Eindes sur la Roumanie (1871) y Guide du voyageur à Bucarest (1872).